# Андагай
Андагай, подгородный род, тураев род (бур. андагай, монг. андгай) — один из родов селенгинских бурят, входивших в состав крыла «баруун найман». Являются потомками выходцев из Монголии.

## Этноним
Имя рода в монголоязычной литературе известно в формах андагай и андгай, в работах российских авторов — в формах андагай, подгородный и тураев. У Б. З. Нанзатова род упоминается под именем хурлад-подгородный.
Андагай — имя основателя рода. В переводе с бурятского и монгольского «андагай, андгай» означает «клятва, присяга, зарок, честное слово».

## История
История рода описана в таких хрониках, как «Бичихан запискэ» и «История образования Подгородного рода». Одним из тех, кто участвовал в написании «Бичихан запискэ» был представитель подгородного рода шиндзаба-лама Ринчинчойдор Дзамбалаев. «История образования Подгородного рода» написана в 1833 году Долсамдоржи Гемпилоном, потомком Андагая.
Основатель рода Андагай являлся представителем древнего монгольского рода горлос (хурлад). Его отец имел титул киа-тайджи и был приближенным монгольского Тушэту-хана. У Андагая был младший брат по имени Илда.
Несмотря на то, что Андагай был старшим из братьев главой хошуна стал именно Илда. Андагай, сочтя себя незаслуженно обойденным, около 1700-х годов переехал в пределы Российского государства со своими четырьмя сыновьями и женой-чахаркой и присоединился к только что организованному Атаганскому роду джидинских бурят. Через несколько лет Андагай, обучив старшего сына Амура (Амора) русскому языку и грамоте, обратился в Селенгинскую воеводческую канцелярию с просьбой разрешить собрать своих родственников и ближних и образовать род. Таким образом, был создан Подгородный род, зайсаном которого стал Амур, сын Андагая. У Андагая был двоюродный брат-лама, занимавшийся проповедью буддизма. Отмечено, что в Подгородном роде были сосредоточены представители более двадцати различных костей.
«История потомков Андагая из Подгородного рода» рассказывает два самых знаменательных момента из служебной деятельности Амура Андагаева, принесших ему и его потомкам почет и славу, а именно: участие Амура Андагаева в работе по проведению русско-маньчжурской границы в качестве переводчика уполномоченного Российского государства графа Саввы Рагузинского и сопровождение Амуром Андагаевым монгольского посольства к русскому царю в Москву в 1730—1732 годах, куда Амур взял с собой и своего младшего брата Бодороя.
Долсамдоржи Гемпилон, автор «Истории образования Подгородного рода» был внуком младшего брата Амора по имени Муухай. Его отец был зайсаном. Сам Долсамдоржи имел почетное монашеское звание «тойна», которое дается главным образом лицам аристократического происхождения. Вёл переписку с О. М. Ковалевским, крупнейшим монголоведом XIX в.

## Расселение и родовой состав
Подгородные входили в состав крыла «Баруун найман» (Западная восьмерка) селенгинских бурят. В состав «Баруун найман» входили сонголы, сартулы, атаганы, табангуты, узоны, хатагины, ашибагаты и подгородные (андагай). 
Изначально Андагай и его подданные входили в состав Атаганского рода джидинских бурят. После образования Подгородного рода они перекочевали из устья Ичетуя на реку Темник. 
В Подгородном роде были сосредоточены представители более двадцати различных костей. Известно, что сами Андагаевы были представителями рода горлос (хурлад). По женской линии Андагаевы восходили к чахарам. Также в составе рода были представители кости урянхай. 
Представители рода андгай проживают в Монголии. Носители родовой фамилии андгай зарегистрированы в Улан-Баторе и аймаках Завхан, Дархан-Уул, Говь-Сумбэр, Архангай. 